# Planalto Lacustre de Meclemburgo
O Planalto Lacustre de Meclemburgo (em alemão:  Mecklenburgische Seenplatte) é um distrito no sudeste de Meclemburgo-Pomerânia Ocidental, Alemanha. É limitado (do oeste e no sentido horário) pelos distritos de Ludwigslust-Parchim, Rostock (distrito), Pomerânia Ocidental-Rúgia, Pomerânia Ocidental-Greifswald e pelo estado de Brandemburgo ao sul. A sede do distrito é a cidade Neubrandenburg.

## Cidades e municípios
| Cidades livres                                                         | Municípios livres            |
| ---------------------------------------------------------------------- | ---------------------------- |
| 1. Dargun 2. Demmin 3. Neubrandenburg 4. Neustrelitz 5. Waren (Müritz) | 1. Feldberger Seenlandschaft |

| Ämter - associações municipais | Ämter - associações municipais | Ämter - associações municipais | Ämter - associações municipais |
| --- | --- | --- | --- |
| 1. Demmin-Land [sede: Demmin] 1. Beggerow 2. Borrentin 3. Hohenbollentin 4. Hohenmocker 5. Kentzlin 6. Kletzin 7. Lindenberg 8. Meesiger 9. Nossendorf 10. Sarow 11. Schönfeld 12. Siedenbrünzow 13. Sommersdorf 14. Utzedel 15. Verchen 16. Warrenzin 2. Friedland 1. Datzetal 2. Friedland1, 2 3. Galenbeck 3. Malchin am Kummerower See 1. Basedow 2. Faulenrost 3. Gielow 4. Kummerow 5. Malchin1, 2 6. Neukalen2 4. Malchow 1. Alt Schwerin 2. Fünfseen 3. Göhren-Lebbin 4. Malchow1, 2 5. Nossentiner Hütte 6. Penkow 7. Silz 8. Walow 9. Zislow | 5. Mecklenburgische Kleinseenplatte 1. Mirow1, 2 2. Priepert 3. Wesenberg2 4. Wustrow 6. Neustrelitz-Land (sede: Neustrelitz) 1. Blankensee 2. Blumenholz 3. Carpin 4. Godendorf 5. Grünow 6. Hohenzieritz 7. Klein Vielen 8. Kratzeburg 9. Möllenbeck 10. Userin 11. Wokuhl-Dabelow 7. Neverin 1. Beseritz 2. Blankenhof 3. Brunn 4. Neddemin 5. Neuenkirchen 6. Neverin1 7. Sponholz 8. Staven 9. Trollenhagen 10. Woggersin 11. Wulkenzin 12. Zirzow 8. Penzliner Land 1. Ankershagen 2. Kuckssee 3. Möllenhagen 4. Penzlin1, 2 | 9. Röbel-Müritz 1. Altenhof 2. Bollewick 3. Buchholz 4. Bütow 5. Eldetal 6. Fincken 7. Gotthun 8. Groß Kelle 9. Kieve 10. Lärz 11. Leizen 12. Melz 13. Priborn 14. Rechlin 15. Röbel1, 2 16. Schwarz 17. Sietow 18. Stuer 19. Südmüritz 10. Seenlandschaft Waren [sede: Waren] 1. Grabowhöfe 2. Groß Plasten 3. Hohen Wangelin 4. Jabel 5. Kargow 6. Klink 7. Klocksin 8. Moltzow 9. Peenehagen 10. Schloen-Dratow 11. Torgelow am See 12. Vollrathsruhe 11. Stargarder Land 1. Burg Stargard1, 2 2. Cölpin 3. Groß Nemerow 4. Holldorf 5. Lindetal 6. Pragsdorf | 12. Stavenhagen 1. Bredenfelde 2. Briggow 3. Grammentin 4. Gülzow 5. Ivenack 6. Jürgenstorf 7. Kittendorf 8. Knorrendorf 9. Mölln 10. Ritzerow 11. Rosenow 12. Stavenhagen1, 2 13. Zettemin 13. Treptower Tollensewinkel 1. Altenhagen 2. Altentreptow1, 2 3. Bartow 4. Breesen 5. Breest 6. Burow 7. Gnevkow 8. Golchen 9. Grapzow 10. Grischow 11. Groß Teetzleben 12. Gültz 13. Kriesow 14. Pripsleben 15. Röckwitz 16. Siedenbollentin 17. Tützpatz 18. Werder 19. Wildberg 20. Wolde 14. Woldegk 1. Groß Miltzow 2. Kublank 3. Neetzka 4. Schönbeck 5. Schönhausen 6. Voigtsdorf 7. Woldegk1, 2 |
| 1 - sede do Amt; 2 - cidade | | | |